# シュタイニッツ数
数学における超自然数 (supernatural number), 一般化された自然数 (generalized natural number) あるいはシュタイニッツ数（シュタイニッツすう、英: Steinitz number）は、自然数の一つの一般化である。この超自然数は1910年にエルンスト・シュタイニッツ が体論に関する研究の一部として用いた。

## 定義
超自然数 ω とは、すべての素数を亙る形式的な積 {\displaystyle \omega =\prod _{p}p^{n_{p}}} であって、各 np が零、自然数、∞の何れかとなっているようなものを言う。np はしばしば vp(ω) とも書かれる。
- np = ∞ となる p が無く、かつ有限個の例外を除く全ての np が零となるならば、この超自然数は正整数という意味での通常の自然数を表すものと理解できる。
- やや直観からは外れるが、すべての p に対して np = ∞ となるとき、その超自然数は 0 を表すものとする。

この超自然数の概念は、「無限個の素因数を持つことができる」「（対応する冪指数が ∞ とすれば）任意に与えられた素数で“無限回”割り切れる」といった状況を許容するという点で、通常の自然数よりも拡張された取り扱いができる。

## 演算
超自然数の間の自然な加法というものは存在しないが、乗法は単純に {\displaystyle (\prod _{p}p^{n_{p}})\cdot (\prod _{p}p^{m_{p}}):=\prod _{p}p^{n_{p}+m_{p}}} とすることで定義できる。同様に {\displaystyle \omega _{1}\mid \omega _{2}:\!\iff v_{p}(\omega _{1})\leq v_{p}(\omega _{2})\quad (\forall p)} とすることで整除可能性も超自然数に対して拡張でき、最小公倍数や最大公約数も {\displaystyle \operatorname {lcm} (\{\omega _{i}\}):=\prod _{p}p^{\sup(v_{p}(\omega _{i}))},\quad \operatorname {gcd} (\{\omega _{i}\}):=\prod _{p}p^{\inf(v_{p}(\omega _{i}))}} によって一般化できる。これら定義のもとで、無限個の自然数（あるいは超自然数）に対する gcd や lcm は超自然数の範囲で必ずとることができる。
自然数に対する通常のp-進付値（位数）函数も、各 p に対する vp(ω) = np によって超自然数まで拡張できる。

## 応用
超自然数は、副有限群およびその部分群の位数および指数を定義することに用いられ、それにより有限群論における多くの定理がそのままの形でそれらの群に関する定理として持ち込める。それらは有限体の代数拡大を捉えることに利用できる。また、無平方数の密度や奇完全数の上界などの数論的証明の多くで暗に用いられている。

## 注